# Paraguarí (Stadt)
Paraguarí (Guaraní Paraguari) ist eine Stadt in Paraguay. Sie ist die Hauptstadt des Departamentos Paraguarí und liegt etwa 60 km von der Hauptstadt Asunción entfernt. Die Stadt hat rund 10.300 Einwohner (Berechnung 2006). 
Paraguarí wurde 1775 von dem Gouverneur Agustín Fernando de Pinedo gegründet. Der nahegelegene Hügel Cerro Porteño war am 15. Januar 1811 Schauplatz einer Schlacht, bei der die argentinischen Truppen unter General Manuel Belgrano von den Streitkräften Paraguays unter Oberst Manuel Cavañas geschlagen wurden. Während des Tripel-Allianz-Krieges war Paraguarí die Endstation der paraguayischen Eisenbahnlinie. Seit den 1930er Jahren ist hier das Artillerieregiment 1 General Bruguez stationiert. 
Das Zentrum der Stadt bildet die Kirche des Hl. Thomas. In einer nahe gelegenen Felsengrotte (Gruta de Santo Tomás) bislang unentzifferte Hieroglyphen gezeigt, sowie Fußspuren, die angeblich von diesem Apostel stammen sollen, der nach einer Legende lange vor den Spaniern erstmals das Christentum nach Paraguay brachte. 

## Persönlichkeiten
- Federico Chaves (1882–1978), Politiker und Militär, ehemaliger Präsident von Paraguay
- Gustavo Benítez (* 1953), Fußballspieler und -trainer